# Gonzales (Kalifornia)
Gonzales – miasto w Stanach Zjednoczonych, w stanie Kalifornia, w hrabstwie Monterey.